# Савич, Евгений Францевич
Евгений Францевич Савич (1916—1969) — фрезеровщик Ленинградского Кировского завода, лауреат Сталинской премии.

## Биография
Родился 12.01.1916 в Петрограде в семье рабочего Путиловского завода.
Окончил семилетку и школу ФЗО при заводе «Красный путиловец» (1933), работал фрезеровщиком в первом механическом цехе. За несколько лет освоил специальности слесаря, расточника, долбёжника, сверловщика, заточника инструментов, токаря, карусельщика. Стахановец.
Во время блокады продолжал работать на заводе в цехе штампов и приспособлений. В 1942 г. вступил в члены ВКП(б).
Начиная с 1946 года, занимался усовершенствованием режущего инструмента, улучшением геометрии резцов и фрез. Всё это, плюс тщательная заточка, использование твердого сплава, позволило эксплуатировать станки на скоростных режимах.
Из цеха штампов и приспособлений был переведен в тракторный цех инструктором по скоростному фрезерованию. Вскоре возглавил комплексную бригаду по внедрению скоростного фрезерования, в которую вошли рабочие, мастера, инженеры, учёные. Под его руководством сконструировано несколько новых фрез, в том числе с неравномерным расположением зубьев.
За время своей деятельности его бригада создала 80 типоразмеров твердосплавного инструмента , 43 приспособления, а также механизировала 50 фрезерных и токарных станков, и обучила скоростным методам работы несколько сотен станочников. Для неё организовали выезды на другие заводы Ленинграда, Урала, Украины, Сибири.
В 1953—1955 гг. на пенсии по инвалидности. Затем вернулся на завод.
Лауреат Сталинской премии (1952) — за коренные усовершенствования методов производственной работы. Награждён орденом Ленина (1952), двумя орденами Трудового Красного Знамени (1957, 1966), орденом «Знак Почёта» (1944), двумя золотыми медалями ВДНХ СССР (за фрезу с многогранными пластинками и быстросменный патрон).
Умер в ноябре 1969 г.
Н. Л. Бабасюк написал «Портрет новатора Кировского завода Е. Савича» (1961).